# Лужки-Орловские
Лужки́-Орло́вские — узловая железнодорожная станция Орловско-Курского региона Московской железной дороги, код ЕСР 205608. Второй железнодорожный вокзал города Орла. Расположена на пересечении однопутных направлений Брянск — Елец и Орёл — Льгов, обслуживаемых тепловозной тягой.

## История

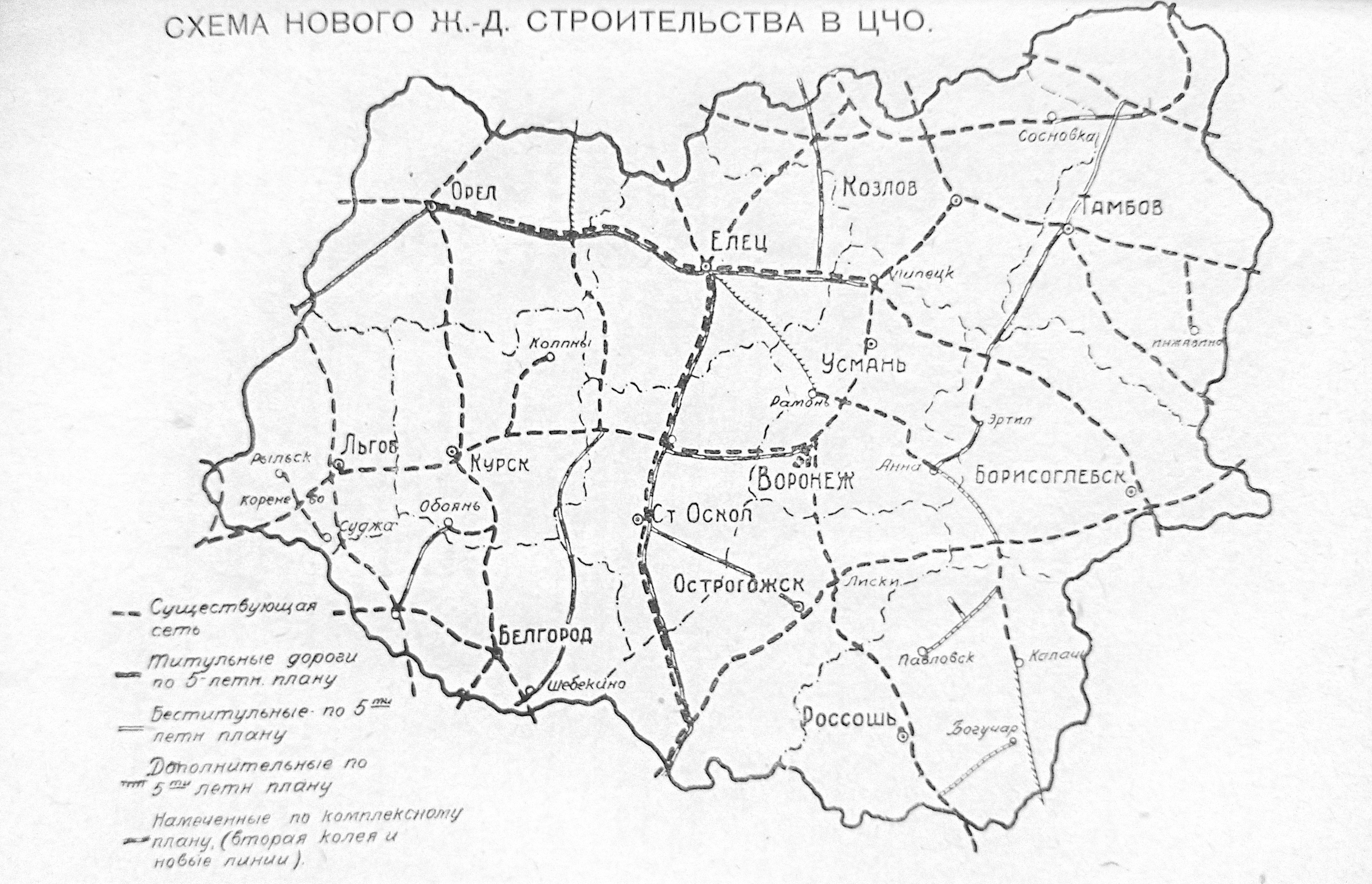
Линия Комаричи-Орёл - довоенный вариант железной дороги в Орёл с юго-западного направления. 1930 г.

Железнодорожная линия Льгов — Михайловский Рудник — Кромы — Орёл спроектирована ещё до Великой Отечественной войны. В генеральном плане Орла 1938 года в части развития железнодорожного транспорта для новой линии со стороны Михайловского Рудника был зарезервирован землеотвод. По первоначальному проекту ветка должна была заходить в Орёл по оси Поселковой ул., далее по мосту через Оку в створе существующего Лужковского моста и по подъездному пути завода «Автосельмаш» выходить к действующей железнодорожной станции Кромская старого Брянского хода, то есть в обход деревни Лужки. В связи с началом Великой Отечественной войны строительство было отложено на 20 лет. В сентябре 1957 года началось строительство первой очереди линии от ст. Арбузово до Михайловского Рудника, введена в эксплуатацию в 1961 г. Строительство второй очереди железнодорожной линии от Михайловского Рудника до Орла для вывоза железной руды КМА через Орловский узел на Новолипецкий комбинат началось в 1968 г. по новому проекту, который предусматривал вхождение в Орловский узел по изменённой трассе: вместо прямого захода на ст. Кромская решено выстроить восточный железнодорожный обход этой станции на участке Саханская — Семинарская и возвести в Орле новую крупную грузопассажирскую станцию между объездной дорогой и деревней Лужки, что и было реализовано. Таким образом предполагалось существенно расширить и модернизировать Орловский железнодорожный узел в преддверии приёма потоков с 5 направления перевозок. В 1975 году строительство ветки до Орла, объездной восточной железной дороги Саханская — Семинарская и узловой грузопассажирской станции Лужки-Орловские было завершено. На восточном обходе через новую станцию были возведены дополнительные ответвления, в результате этих мероприятий новая станция смогла принимать и раздавать поезда с Михайловского Рудника на все направления Орловского узла: на Брянск, Елец и Москву, к станции Орёл. Наименование станция получила от расположенной неподалёку деревни Лужки, ныне в составе г. Орла с дополнительный прилагательным Лужки-Орловские для отличия от ст. Лужки в г. Усолье-Сибирское Иркутской области. В конце 1970-х гг. подходной путь от станции Орёл к Лужкам-Орловским был электрифицирован.
Находится в южной части Орла, в Заводском районе, между Итальянской ул. и ул. 6-й Орловской дивизии, соединена маршрутами городского транспорта с центральными районами города.

## Функции
Имеется грузовой двор, контейнерная площадка для приёма большегрузных контейнеров. Осуществляются как пригородные, так и дальние пассажирские перевозки. Обслуживает преимущественно восточное и западное направление пассажирских перевозок (Минск, Гомель, Брест, Витебск, Могилёв, Смоленск, Брянск, Липецк, Воронеж, Тамбов, Саратов, Ростов-на-Дону, Краснодар, Адлер, Анапа, Минеральные Воды). На север и юго-запад с вокзала Лужки-Орловские ходит поезд Москва — Льгов. Ранее через ст. Лужки-Орловские курсировали поезда до Риги, Одессы. От ст. Орел на Курск идёт электрифицированный постоянным током ход

## Дальнее следование по станции
По состоянию на июнь 2017 года через станцию курсируют следующие поезда дальнего следования:
| № поезда                         | Маршрут движения                 | № поезда                         | Маршрут движения                 |
| Круглогодичное обращение поездов | Круглогодичное обращение поездов | Круглогодичное обращение поездов | Круглогодичное обращение поездов |
| -------------------------------- | -------------------------------- | -------------------------------- | -------------------------------- |
| 67                               | Саратов — Брест                  | 68                               | Брест — Саратов                  |
| 141                              | Москва — Льгов                   | 142                              | Льгов — Москва                   |
| 149                              | Минеральные Воды — Минск         | 150                              | Минск — Минеральные Воды         |
| 301                              | Адлер — Минск                    | 302                              | Минск — Адлер                    |
| 389                              | Анапа — Минск                    | 390                              | Минск — Анапа                    |
| Сезонное обращение поездов       |                                  |                                  |                                  |
| 535                              | Анапа — Смоленск                 | 536                              | Смоленск — Анапа                 |
| 555                              | Адлер — Смоленск                 | 556                              | Смоленск — Адлер                 |

До Волгограда, Витебска, Минска курсируют прицепные вагоны к поездам Брест — Саратов, Адлер — Минск (могут отменяться в зависимости от сезона и геополитической обстановки).
Поезд Воронеж — Одесса с 2013 года не курсирует.

## Пригородное сообщение
- Орёл — Михайловский Рудник — Льгов
- Орёл — Верховье — Ливны

Пригородные поезда, следующие в сторону Верховья, меняют на станции направление движения, поэтому продолжительность стоянки у них больше, чем у поездов льговского направления.

## Интересные факты

Линия Арбузово - Курбакинская - Орёл на исторической карте 1943 г.

Строительство линий железных дорог в европейской части страны уже к 1930 годам было редким явлением, сеть в этой части России фактически сформировалась к 1920-м гг. Поэтому построенную в 1975 г. новую линию Михайловский Рудник — Орёл очень часто по ошибке наносили на исторические карты. Так не редким является обозначение этой железнодорожной линии на картах Великой Отечественной войны, хотя линия достроена через 30 лет после ее окончания.